# Émile Zola (film)
Pour plus de détails, voir Fiche technique et Distribution.
Émile Zola est un film français, sorti en 1954.

## Synopsis
Documentaire sur Émile Zola.

## Fiche technique
- Titre original : Émile Zola
- Réalisation : Jean Vidal
- Scénario : Jean Vidal
- Musique : Guy Bernard
- Pays d'origine : France
- Format : Noir et blanc
- Genre : court métrage, documentaire
- Durée : 43 minutes
- Date de sortie : 1954

## Distribution
- Julien Bertheau : Récitant / Narrateur (voix)

## Distinctions
- Prix Jean-Vigo